# Шуков, Питер
Nice Peter (имя при рождении — Питер Алексис Шуков (англ. Peter Alexis Shukoff); род. 15 августа 1979, Рочестер, Нью-Йорк, США) — американский шоумен, комик, певец, рэпер, композитор, поэт-песенник, режиссер, продюсер.  Стал широко известен благодаря своим проектам на YouTube, в частности, благодаря музыкальному каналу Epic Rap Battles of History (ERB), . До этого Питер занимался музыкальной карьерой — выступал в барах Чикаго со своей группой, также называвшейся Nice Peter. Группа неоднократно выезжала за пределы США; наиболее часто группа выступала на территории Соединённого Королевства. Со своим партнёром Ллойдом Алквистом появились в камео в фильме Губка Боб в 3D.
По состоянию на ноябрь 2011 года Nice Peter занимал 41-ю позицию в списке «Подписки за всё время» и 11-ю позицию в списке музыкантов с количеством подписчиков больше миллиона (сейчас личный канал Питера далеко отодвинул свои позиции, эти позиции занял канал ERB). Через день после того, как канал Питера набрал миллион подписчиков на YouTube, игровой канал G4 в эфире шоу Attack on the Show присвоил Шукову титул «Король комедии.com». В его интервью для журнала Forbes описывается то, как он со своим партнёром по проекту Epic Rap Battles of History, Ллойдом Алквистом (более известным под псевдонимом EpicLLOYD), пробивался на вершины славы YouTube..

## Ранняя жизнь
Питер Шуков родился в Рочестере (штат Нью-Йорк) в семье русского Игоря Шукова и американки Дениз Шуковой (урожденной Хейс). У него есть 2 сестры. Шуков научился играть на гитаре еще до окончания школы, но некоторое время занимался комедийной карьерой.

## Epic Rap Battles of History
Epic Rap Battles of History — оригинальная серия роликов, сталкивающая исторических персонажей и персонажей современного шоу-бизнеса, как вымышленных, так и настоящих, в формате рэп-баттла. Питер внёс большой вклад в развитие серии Epic Rap Battles of History. Шуков основал проект, сейчас занимает пост продюсера, режиссёра и актёра проекта вместе со своим партнёром — Ллойдом Алквистом.

## Награды
| Год  | Премия             | Категория                 | Результат | Получатель(и)                                               |
| ---- | ------------------ | ------------------------- | --------- | ----------------------------------------------------------- |
| 2013 | 3rd Streamy Awards | Лучший сценарий: Комедия  | Номинация | Питер Шуков, Ллойд Алквист                                  |
| 2013 | 3rd Streamy Awards | Лучший онлайн музыкант    | Победа    | Питер Шуков                                                 |
| 2013 | 3rd Streamy Awards | Лучшая оригинальная песня | Победа    | Питер Шуков, Ллойд Алквист (Стив Джобс против Билла Гейтса) |